# Thomas B. Robertson
 (mars 2015).
Si vous disposez d'ouvrages ou d'articles de référence ou si vous connaissez des sites web de qualité traitant du thème abordé ici, merci de compléter l'article en donnant les références utiles à sa vérifiabilité et en les liant à la section « Notes et références ».
Thomas Bolling Robertson, né le 27 février 1779 à Petersburg en Virginie et mort le 5 octobre 1828 en Virginie-Occidentale, est un membre de la Chambre des représentants des États-Unis, un gouverneur de Louisiane et un procureur général.

## Biographie
Né en 1779 à Petersburg en Virginie, Thomas B. Robertson émigre en 1806 vers le nouvel État de Louisiane. Le premier gouverneur de la Louisiane, William C. C. Claiborne le nomme procureur général du Territoire d'Orléans, fonction qu'il n'occupera qu'une année, car il postulera ensuite au poste de secrétaire du même Territoire d'Orléans jusqu'en 1812.
Il devint le premier membre louisianais du Parti républicain-démocrate à la Chambre des représentants des États-Unis.
De 1819 à 1820, il assuma la charge de procureur général pour la Louisiane.
En 1820, il est nommé gouverneur de Louisiane jusqu'à sa démission en 1824 intervenue après plusieurs déconvenues. Il ne prit pas la mesure de la crise intervenue entre les franco-louisianais et les créoles francophones d'une part et l'arrivée des immigrants américains anglophones d'autre part. Enfin des émeutes éclatèrent quand il voulut déplacer la capitale louisianaise de La Nouvelle-Orléans à Baton Rouge en 1849. À la suite de cette violente révolte, il démissionna de son mandat de gouverneur. Il fut alors nommé juge fédéral en poste en Louisiane.
Peu après Thomas B. Robertson tomba malade. Il retourna dans sa Virginie natale où il mourut en 1828.

### Articles annexes
- Liste des représentants de Louisiane